# Abd Rabu Mansur Hadi
Abd Rabu Mansur Hadi, född 1 september 1945 i Thukain i provinsen Abyan i Adenprotektoratet (i nuvarande Jemen), är en jemenitisk militär och politiker. Han var Jemens president från 25 februari 2012 till 7 april 2022.
Hadi gjorde karriär som militär från 1970 i Sydjemens armé och blev utnämnd till general 1991 efter Sydjemens återförening med Nordjemen.
I maj 1994 blev Hadi Jemens försvarsminister och i oktober samma år utnämndes han av president Ali Abdullah Saleh till vicepresident.
Den 4 juni 2011 lämnade president Saleh landet för att få vård i Saudiarabien, efter att ha skadats i ett bombattentat, och Hadi blev tillförordnad president. Två dagar senare yttrade koalitionen av oppositionella stöd för ett maktöverförande till Hadi. Saleh återvände den 23 september 2011 och återtog rollen som landets president.
Den 23 november 2011 undertecknade Saleh under en ceremoni i Saudiarabien att han officiellt kommer att avgå från sin post som president den 23 december 2011, i förmån för en övergångsregering. Samtidigt som undertecknandet genomfördes gavs hälften av makten direkt till Hadi.
Abd Rabu Mansur Hadi valdes den 21 februari 2012 till landets president och efterträdde därmed Ali Abdullah Saleh. Han var den ende kandidaten som ställde upp i valet. Han tog över presidentposten vid en ceremoni den 25 februari 2012 i närvaro av  Ali Abdullah Saleh som nyligen återvänt från USA där han behandlats för de skador han fick i  attentatet i juni 2011.
När huthirebellerna hade intagit huvudstaden Sanaa avgick Hadi som president i januari 2015 och flydde till Saudiarabien medan rebellerna antog en konstitutionell deklaration och inrättade ett presidentråd i Sanaa. Med stöd av en saudiledd koalition kunde president Hadi återvända till Jemen där han drog tillbaka sin avskedsansökan och inrättade en ny regering i staden Aden. Sedan 2015 råder inbördeskrig i Jemen.
Han lämnade ifrån sig makten 2022 till Rashad al-Alimi och ett presidentråd.